# Mesabolivar forceps
Mesabolivar forceps är en spindelart som beskrevs av Machado et al. 2007. Mesabolivar forceps ingår i släktet Mesabolivar, och familjen dallerspindlar. Inga underarter finns listade.